# Anita Sarawak
Ithnaini binte Mohd Taib (n. 23 de marzo de 1952), conocida artísticamente como Anita Sarawak. Es una actriz y cantante Malayo-singapurense.

## Biografía
Anita es la única hija del actor y director S. Roomai Noor y de la actriz Siput Sarawak. Sus padres se separaron cuando ella era muy joven, además se le permitió conocer a su padre biológico sólo cuando ella tenía unos 7 años de edad.

## Carrera
A los 15 años de edad, Anita comenzó actuar en bodas y otras funciones. Ella se dio a conocer a la edad de 17 años, cuando lanzó su primer álbum debut titulado "With A Lot O’ Soul". En 1974, lanzó su primer álbum cantado malayo.
A lo largo de la década de los años 1970, Anita promovió activamente su destino turístico por su país Singapur, a través de sus actuaciones. En 1974, actuó durante una semana en Hawái en 1975, actuó durante nueve días en Alemania Occidental y en 1976 en Monte Carlo durante dos semanas.
En 1979, lanzó una realización tiour por tres meses por los Estados Unidos, para actuar por Nueva York, San Francisco y Chicago.
En 1985, ella se marchó a Las Vegas y pasó 18 años allí para actual en el Caesars Palace.
Publicó un libro de cocina, titulado "Cooking with Love", en el 2004.

## Discografía
- With A Lot O’ Soul (1969)
- Papa Ku Pulang (1971)
- La La La Lu (1972)
- Beautiful Saturday/Sunday (1973)
- Between me and He (1974)
- Antara Aku Dan Dia (1974)
- Pesan Ayah (1974)
- Environmental Terpuja (1975)
- Live at the Mandarin Singapore (1975)
- Joint hummed Anita (1976)
- Sophisticated Lady (1976)
- Gembira Bersama (1976)
- Love me (1977)
- Dancing in the City (1978)
- Let Gayamu Medium (1979)
- Anita Sarawak (1979)
- For The Love (1981)
- Peace (1982)
- Kenangan manis (1984)
- I love you (1985)
- Love
- Asmara (1989)
- Cinta nan satu (1990)
- Anita yang manis (1992)
- Bisikan Cinta (1993)
- Sexist
- Love Me (1996)
- Another Dimension (2005)
- Anita Sarawak: Her Complete Evergreen Collection (2008)
- Era Music Hits (2009)
- Cinta Anita (Love Anita) (2010)